# Drosophila dorsociliata
Drosophila dorsociliata är en tvåvingeart som beskrevs av Elmo Hardy 1965. Drosophila dorsociliata ingår i släktet Drosophila och familjen daggflugor.
Artens utbredningsområde är Hawaii.